# 金圓券
金圓券為中華民國於1948年（民國37年）8月19日至1949年（民國38年）7月3日間由中央銀行發行的法定貨幣，流通範圍為除臺灣省外的中華民國政府實際控制區域。该纸币由於發行準備不足以及未嚴格實行發行限額而導致惡性通貨膨脹而聞名。在發行初期，政府以行政手段強迫民間以黃金、外幣兌換金圆券，規定每金圓的含金量為0.22217克，以金圓券一圓折合法幣300萬元的比率收兌急劇貶值的法幣。此举给民间带来巨大經濟损失，對城市的中產階級影響尤巨，令中華民國政府大失民心，亦是中华民国政府在第二次国共内战中迅速失败的原因之一。金圓券後由中国共产党领导下之人民政府陸續用人民幣作價收回:4439。
金圆券发行失败后，中华民国政府发行银圆券，但很快在流通中被拒收。各地人民政府在1949年（民國38年）6月起宣布停止金圆券流通，以金圆券10万元兑换人民币1元的比率，收回后销毁。

## 發行背景
發行金圓券的目的是取代原本惡性通貨膨脹的法幣。法幣在1935年（民國24年）起由中華民國國民政府發行。中國抗日戰爭期間，由於財政支出增加，法幣大量發行。到了戰後，國民政府為支付與中國共產黨作戰的巨額軍費，法幣的發行量更是變本加厲，由抗戰勝利（民國34年）時的5,569億元快速上升至1948年（民國37年）8月的604兆元，三年間發行量增加超過一千倍。
就通貨發行額而論，戰前只不過14億元:394。1947年（民國36年）初，法幣發行總額為3.5兆，至同年7月增至10兆以上:159。在政府庫存黃金、外幣都沒有實質性增加的情況下，如此巨大的發行量導致了民間的惡性通貨膨脹。當初更有造紙廠以低面額的法幣資源回收，作為造紙的原料獲利。宋子文任職行政院長時，試圖以金融政策穩定法幣，拋售庫存黃金購回法幣。但因為法幣發行量仍極劇增加而致無果。
1948年（民國37年）5月底，立法院同意由翁文灝出任行政院院長，王雲五被任為財政部長，開始籌劃貨幣改革。同时，蒋中正安排原财政部长、原中央银行总裁俞鸿钧亦拟定关于币制改革的方案。俞鸿钧组织的中央银行专家为主的起草班子，认为法币不作根本性改革还可以维持一段时间的局面，若从根本上改革那就会垮得更快。
俞鸿钧班子拟定的方案主要着眼于财政收入的增加和改善，建议仿照1947年（民國36年）用关金征收关税的办法，所有纳税款和外贸结汇均使用这种特殊货币，而不致于随法币一起贬值，这样可使财政收入占财政支出的比例从10%多增加到40%或50%。但蒋中正对此并不满意，认为不能收集举国的金、银、民间外汇储备应付现实的困难局面。1948年（民國37年）7月29日，蒋中正在莫干山松月庐召开会议研究发行金圆券事，谓王云五所拟金圆券方案，设计挽救财政，收集金银、外币，管制物价，都是必要的措施:352。会上行政院院长翁文灏、外交部长、中央银行总裁俞鸿钧表示同意。
这次币制改革是在极秘密情况下进行，除与会人员外，蒋中正只找了前中国银行总经理、刚辞去中央银行总裁的张嘉璈，另外由翁文灏在改革实施前几天，通知美国驻华大使司徒雷登。

## 發行經過
1948年（民國37年）8月19日，中國國民黨召開中央政治會議，通過由翁文灝、王雲五提出的貨幣改革方案。翁文灏于当天下午召开行政院会议讨论、通过币制改革方案。根据第一屆國民大會第一次會議通过的《动员戡乱时期临时条款》赋予总统的紧急处分的特权。8月19日，蔣頒布「財政經濟緊急處分令」，發行金圓券，同時停止發行法幣；並在各地設置經濟管制督導員。蔣發表談話，呼籲同胞奉行法令，擁護新幣制，以福國利民:56。並公佈「金圓券發行法」，主要內容為：
| 1. 金圓券发行采用十足准备，其中必须有40%为黄金、白银及外汇，其余以有价证券及政府指定的国有事业资产充当。每元法定含金0.22217公分（公分即克），由中央銀行發行，發行總額定為20億元。 2. 金圓券一元折合法幣300萬元:159，東北流通券三十萬元，限期1948年12月20日以前收兑已发行的法币及东北流通券，在此限期前法币及东北流通券按照上列折合率流通行使，台湾省币及新疆币的处理办法由行政院另定。过去所订法币及东北流通券的公私债权债务均按照上述兑换率的清偿。 3. 禁止私人持有黃金（純金1市两合金圆券200圓:4439）、白銀（純銀1市两合金圆券3圓:4439）、银币（每枚合金圆券2圓:4439）、外匯（美鈔每元合金圆券4圓:4439）。凡私人持有者，限於9月30日前收兌成金圓券，違者沒收。据此制定、颁布、实施了《人民所有金、银和外币处理办法》。 4. 限期登记管理本国人民（包括法人）存放国外的外汇资产，违者予以制裁。 5. 全國物價及勞務價凍結在8月19日水平。 |

同時蒋中正派出經濟督導員到各大城市監督金圓券的發行。當中上海作為全國金融中樞，由蔣經國為副督導（8月23日就职，11月26日去职），正督导员是中央银行总裁俞鸿钧，實際掌握上海的經濟情況。
在兑换比例上，规定黄金每两兑金圆券200元，白银每两兑金圆券3元，1银元兑金圆券2元，美元1元兑金圆券4元。宣布实行币制改革时，承诺金圆券限额发行二十亿元，但二十亿金圆券折合法币为六千万亿元，已超过当时流通的法币总额六百六十多万亿元的九倍。
金圓券發行初期在沒收法令威脅下，大部分的城市中產階級民眾皆服從政令，將積蓄之金銀外幣兌換成金圓券。1948年（民國37年）11月16日中央银行总裁俞鸿钧向蒋介石报告收兑成绩：黄金166.3万两，白银（即银锭）893.7万元，银元2403.8万元，美钞4773.5万元，港元8732.5万元，合计折合1.9亿美元。
根据《中华民国人民存放国外外汇登记管理办法》，人民（包括自然人、法人及其它社团）存放国外的外汇资产均应在12月1日前向中央银行或其它指定银行申报登记。上海银行公会商定按照各行实力凑足1000万美元。蒋中正在1948年（民國37年）9月6日国民党中央党部举行的总理纪念周上，斥责上海这些商业银行领头人物不遵守法令将全部外汇资产（估计有3亿美元）向中央银行申报登记，想凑集1000万美元以敷衍了事，仍如过去二三十年前，只爱金钱，只知自己，不知民生，藐视法令，罔知大义，限他们本周三之前将所有外汇向中央银行登记，并派蒋经国去上海督办。据《大公报》1948年（民國37年）8月16日刊登報導统计，以战前的生活指数为比较，8月上半月的食物价格上涨了390万倍，住房价格上涨77万倍，服装价格上涨652万倍，当天报纸用花边新闻的方式圈出一条短讯：“大饼油条，每件10万元。”
與此同時中華民國政府試圖凍結物價，以法令強迫商人以8月19日以前的物價供應貨物，禁止抬價或囤積。而資本家在政府的壓力下，雖然不願，亦被迫將部分資產兌成金圓券。在上海，蔣經國將部分不從政令的資本家收押入獄以至槍斃，以作殺一儆百。而杜月笙之子杜維屏亦因囤積罪入獄。蔣經國在上海嚴厲「打老虎」，曾稍微得到人民對金圓券的信心。

## 崩潰

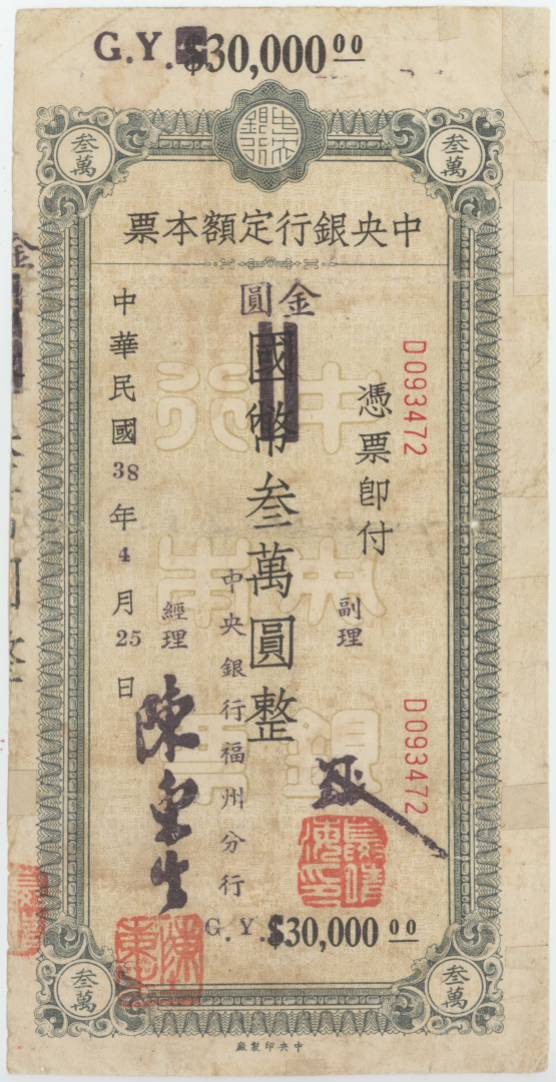
1949年中央銀行福州分行發行的三萬金圓券本票，可見其上塗改的痕跡

隨著內戰失利，金圓券以極快速度崩潰，事件變化幾乎以「日」為單位。到了末期，市場上物價甚至有一日漲價數次現象，貨幣幾乎成廢紙，反而以物易物才能換取物資。
當1948年底開始准許以金圓券兌換黃金、白銀、外幣時，全國各地立即出現數以十萬計之搶兌人潮。至1949年（民國38年）6月發行增至130兆元；比十個月前初發行時增加二十四萬倍。金圓券鈔票面額不斷升高，最終出現面值一百萬元的大鈔，但仍不足以應付交易之需。至1949年5月一石大米的價格要4億多金圓券。各式買賣經常要以大捆鈔票進行。由於貶值太快，早上的物價到了晚上就已大幅改變。市民及商人為避免損失都不想持有鈔券（金圓券），交易後或發薪後所取得的金圓券，皆儘快將其換成外幣或實物，或乾脆拒收金圓券。
| 日期                    | 事件 |
| 1948年（民國37年）9月份 | 原本规定中央银行收兑人民持有金银的期限是1948年9月底，从10月份起是延期收兑还是停止收兑，这是对金圆券信誉乃至命运的严峻考验。 结果是国民政府决定收兑金银延期1个月到10月底，这无异于宣告金圆券信誉破产。 |
| 9月30日至 10月7日       | 全国各地掀起抢购现象，南京、上海等地粮食尤感奇缺:160。以行政手段強迫凍結物價，結果是市場上有價無市。商人面對虧本買賣，想盡方法保貨物，等機會，正常市場交易大幅減少，僅有的交易大都轉往黑市進行並拒收紙幣。此時金圆券已發行到12億元。 |
| 10月8日                 | 蔣經國在上海打老虎整治投機倒賣遇上阻力。查封的揚子公司為孔祥熙之子、宋美齡的外甥孔令侃所有，宋美龄催促蒋中正開脫此事，蒋于10月8日北平飞赴上海。蒋经国在壓力面前妥協後研擬辭職。 |
| 10月31日                | 行政院公布施行《财政经济紧急处分令补充办法》，规定“粮食依照市价交易，自由运销”，物價管制最終失敗。 |
| 11月10日                | 蒋介石面谕中央银行总裁俞鸿钧把中央银行“库存金银……应即密运臺、穗等地分存”实际把250万两黄金运台湾。 |
| 11月11日                | 金圆券发行已达所承諾20亿之極限，于是工商停顿，社會經濟陷於混亂:160。同日，公布《修正金圆券发行办法》和《修正人民所有金银外币处理办法》，将金圆法定含金量由原来的0.22217公分（克）减为4.4434公毫（公毫为百分之一克），减低了4/5，原來1美元兌4金圓券立即貶值五倍，降至1美元兌20金圓券；对金圆券发行总额已经不做规定，第十二条改为“金圆券发行总额另以命令定之”，实际上无限额发行；财政部长王云五辞职。 |
| 11月26日                | 行政院院長翁文灝辭職，蔣提名孫科繼任，並獲立法院同意:160。蔣經國辭去上海區經濟管制協助督導。 |
| 11月30日                | 幣值猛跌，物價暴漲，金圆券發行猛增至33.94亿元。 |
| 12月30日                | 金圆券發行累計增至83.2亿元。 |
| 1949年（民國38年）1月   | 金圆券發行累計增至208.22亿元。 |
| 2月                     | 金圆券發行累計增至506.44亿元。 |
| 2月2日至22日            | 解放區宣布金圆券是偽幣必須銷毀，解放區接受20日內以金圓券10元換人民幣一元，軍公教和貧農、工廠工人優惠3元換一元。 |
| 3月                     | 金圆券發行累計增至1960.6亿元。 |
| 4月                     | 金圆券發行累計增至51612.4亿元。 |
| 5月                     | 金圆券發行累計猛增14倍至679458亿元，一石大米價格要4億多元金圓券。 |
| 5月27日                 | 上海被解放軍攻佔，原定上海發行的500萬面額鈔券已印製部分，未及發行，負責印製的中華書局印刷廠已經被占。 |
| 6月                     | 金圆券發行累計猛增2倍至1303046亿元，市場一日漲數價，早上的物價到了晚上就已大變。中共在解放區宣布金圓券10萬元兌換人民幣1元。 |
| 7月3日                  | 行政院宣布停止發行金圓券，改以銀圓券取代。但中共解放區人民政府以戰局考量，宣布广州、重庆的银元券日後不予收兑，加劇政府统治區社會動盪恐慌。 |

金圓券並無現金準備，發行又毫無限制，結果使其全然失敗:4439。金圆券的失败实际上在最初就是注定的，因为法币退出流通时发行总额为663兆元，以300万元法币合金圆券1元，法币总发行量仅为2.21亿元金圆券。而金圆券一开始就定为发行20亿元，这相当于一下子制造了相当于最末期法币9倍多的通货膨胀。1948年8月底，金圆券发行额是5.44亿元，到了1949年5月27日上海易手，金圆券发行额已达到294 722亿元。物价以上海为例，以1948年8月物价总指数为标准，到1949年4月涨了83800多倍。
軍事、政治、經濟及外交等情勢逆轉。1949年（民國38年）4、5月，南京、上海相繼被中國人民解放軍攻佔，中共解放區人民政府自6月起宣布停止金圓券流通。中華民國政府遷到廣州後曾繼續發行金圓券，新疆等地區亦繼續發行，但其價值皆已接近廢紙，例如新疆銀行就曾發行過單張六十億元的高額紙鈔 。

## 钞券面额
在1946年（民國35年）的时候中华民国政府就尝试性的委托英国托馬斯德納羅印鈔公司印制了1角（10 cents）、2角2种小面额金圆券, 1948年8月发行了5角、10元、20元、50元和100元5种钞券。其中5角币券与10元券由中华民国中央印制厂印制，而20元至100元券则由中央印制厂和中华书局股份有限公司属下的印钞处授命发行每种面额钞券各2种制版，另外中华民国政府曾委托英国华德路公司印制过几种金圆券，不过发行数量极少，流通范围也只限在上海。1949年（民國38年）元月发行了100元中央印制厂版本的红色制版钞券以及500元券，2月逐渐开始印制和发行1000元券，1949年（民國38年）3月先发行5000元券，后又发行1万元券，4月发行5万元券和10万元券，5月再发行50万元券和100万元券。5月底印制了500万元券，但随即上海被解放军占领，没有来得及发行。

## 影響
金圓券的快速貶值及造成的惡性通脹，源自政府的財政及貨幣政策。中华民国政府無視於財力的限制，繼續維持戰事。政府赤字以印鈔票支付造成急劇通貨膨脹。政府不能自控通貨發行，僅僅試圖以違反市場規律的行政命令去維持物價和幣值，最終引致金融混亂，市場崩潰。
受金圓券風暴影響最大的是城市內小中產階級。他們沒有大資本家的財力和資源去保護自己僅有的財產，亦不如鄉間農民或無產階級的無產可貶。在金圓券發行初期或被迫、或出於信任政府，將累積所得的財產換成金圓券，在惡性通貨膨脹中所承受的損失最大，部分人因而變成一無所有。中华民国政府雖然通過金圓券發行，搜得民間積聚之數億美元、金、銀、外匯，卻失去了國內原本最應傾向他們的中、小階層及城市人民的信任與支持。
1948年（民國37年）中華民國政府在軍事上已節節失利。金圓券風暴令中华民国政府在半壁江山內僅餘的民心、士氣亦喪失殆盡。濫發貨幣是造成中華民國政權迅速在大陸崩潰的原因之一。

### 金圓券與台灣
當時臺灣省政府奉命依金圓券發行準備移交保管辦法，將臺糖總資產1億2千萬美元，劃撥4,300萬美元，將臺灣造紙總資產2,500萬美元，劃撥800萬美元。而當時金圓券一元兌換臺幣1,835元亦明顯高估，中國大陸流入臺灣套利的活動，使臺灣面臨嚴重的惡性通貨膨脹壓力，經濟情況更趨惡化。1949年（民國38年）6月，臺灣省改革幣制，發行新臺幣（1元新臺幣等於4萬元舊臺幣）:60。

## 票樣

### 低面額鈔券
- 1948年（民國37年）8月，由於法幣及關金券快速貶值，中華民國政府改革幣制，發行金圓券。1949年（民國38年）7月，政府再行幣制改革，增發行銀元券，限期收兌金圓券，逾期作廢，不再收兌。
- 一般面額之金圓券皆為平版印刷印製。

| 图案                                                                                      | 正面                                                                                    | 背面 | 面值   | 發行日期           | 備註 |
| ----------------------------------------------------------------------------------------- | --------------------------------------------------------------------------------------- | --- | ------ | ------------------ | --- |
| 橫式金圓壹角券 （gold ten cents.$ 10） 民國35年發行 （页面存档备份，存于）                | 咖啡色調 國民政府主席蔣中正頭像、「中央銀行」、 「德納羅印鈔公司」與壹角等字樣。        | 咖啡色調 券面上圖案使用「安徽振風塔」 圖像及註明面額數字10、 西元發行年份、英文TEN CENTS及 「THE CENTRAL BANK OF CHINA」 等說明文字。                | 壹角   | 民國35年（1946年） | 版別：英國德納羅公司版 （页面存档备份，存于） 印製年版：民國35年（1946年） 發行地區：大陸地區 鈔券尺寸(毫米)：121 X 55。                    |
| 橫式金圓貳角券 （gold twenty cents.$ 20） 民國35年發行 （页面存档备份，存于）             | 橘色調 國民政府主席蔣中正頭像、「中央銀行」、 「德納羅印鈔公司」與貳角等字樣。          | 橘色調 券面上圖案使用「重慶巫峽」 圖像及註明面額數字20、 西元發行年份、英文TWENTY CENTS及 「THE CENTRAL BANK OF CHINA」 等說明文字。                 | 貳角   | 民國35年（1946年） | 版別：英國德納羅公司版 （页面存档备份，存于） 印製年版：民國35年（1946年） 發行地區：大陸地區 鈔券尺寸(毫米)：131 X 55。                    |
| 橫式金圓伍角券 （gold fifty cents.$ 50） 民國37年發行 （页面存档备份，存于）              | 咖啡色調 總統蔣中正頭像、「中央銀行」、 「中央印製廠」與伍角等字樣。                    | 咖啡色調 券面上圖案使用「南京國民大會堂」 圖像及註明面額數字50、 西元發行年份、英文FIFTY CENTS及 「THE CENTRAL BANK OF CHINA」 等說明文字。          | 伍角   | 民國37年（1948年） | 版別：中央印製廠版 （页面存档备份，存于） 印製年版：民國37年（1948年） 發行地區：大陸地區 鈔券尺寸(毫米)：139 X 54。 中央印製廠上海廠印製。 |
| 橫式金圓壹圓券 （gold one yuan.$ 1） 民國34年發行 （页面存档备份，存于）                  | 藍色調 國民政府主席蔣中正頭像、「中央銀行」、 「美國鈔券公司」與壹圓等字樣。            | 藍色調 券面上圖案使用「四川忠縣石寶寨」 圖像及註明面額數字1、 西元發行年份、英文ONE YUAN及 「THE CENTRAL BANK OF CHINA」 等說明文字。                | 壹圓   | 民國34年（1945年） | 版別：美國鈔票公司版 （页面存档备份，存于） 印製年版：民國34年（1945年） 發行地區：大陸地區 鈔券尺寸(毫米)：146 X 62。                      |
| 橫式金圓伍圓券 （gold five yuan.$ 5） 民國34年發行 （页面存档备份，存于）                 | 橄欖綠色調 前國民政府主席林森頭像、「中央銀行」、 「美國鈔券公司」與伍圓等字樣。        | 橄欖綠色調 券面上圖案使用「北平頤和園羅漢錘」 圖像及註明面額數字5、 西元發行年份、英文FIVE YUAN及 「THE CENTRAL BANK OF CHINA」 等說明文字。         | 伍圓   | 民國34年（1945年） | 版別：美國鈔票公司版 （页面存档备份，存于） 印製年版：民國34年（1945年） 發行地區：大陸地區 鈔券尺寸(毫米)：146 X 62。                      |
| 橫式金圓拾圓券 （gold ten yuan.$ 10） 民國34年發行 （页面存档备份，存于）                 | 灰色調 國民政府主席蔣中正頭像、「中央銀行」、 「美國鈔券公司」與拾圓等字樣。            | 灰色調 券面上圖案使用「貴州花谿四孔橋」 圖像及註明面額數字10、 西元發行年份、英文TEN YUAN及 「THE CENTRAL BANK OF CHINA」 等說明文字。               | 拾圓   | 民國34年（1945年） | 版別：美國鈔票公司版 （页面存档备份，存于） 印製年版：民國34年（1945年） 發行地區：大陸地區 鈔券尺寸(毫米)：146 X 62。                      |
| 橫式金圓拾圓券 （gold ten yuan.$ 10） 民國37年發行 （页面存档备份，存于）                 | 綠色調 總統蔣中正頭像、「中央銀行」、 「中央印製廠」與拾圓等字樣。                      | 綠色調 券面上圖案使用「南京國民大會堂」 圖像及註明面額數字10、 西元發行年份、英文TEN YUAN及 「THE CENTRAL BANK OF CHINA」 等說明文字。               | 拾圓   | 民國37年（1948年） | 版別：中央印製廠版 （页面存档备份，存于） 印製年版：民國37年（1948年） 發行地區：大陸地區 鈔券尺寸(毫米)：147 X 62。 中央印製廠上海廠印製。 |
| 橫式金圓貳拾圓券 （gold twenty yuan.$ 20） 民國34年發行 （页面存档备份，存于）            | 綠色調 前國民政府主席林森頭像、「中央銀行」、 「美國鈔券公司」與貳拾圓等字樣。          | 綠色調 券面上圖案使用「山東泰安縣南天門」 圖像及註明面額數字20、 西元發行年份、英文TWENTY YUAN及 「THE CENTRAL BANK OF CHINA」 等說明文字。          | 貳拾圓 | 民國34年（1945年） | 版別：美國鈔票公司版 （页面存档备份，存于） 印製年版：民國34年（1945年） 發行地區：大陸地區 鈔券尺寸(毫米)：146 X 62。                      |
| 橫式金圓貳拾圓券 （gold twenty yuan.$ 20） 民國37年發行 （页面存档备份，存于）            | 紅色調 總統蔣中正頭像、「中央銀行」、 「中央印製廠」與拾圓等字樣。                      | 紅色調 券面上圖案使用「南京國民大會堂」 圖像及註明面額數字20、 西元發行年份、英文TWENTY YUAN及 「THE CENTRAL BANK OF CHINA」 等說明文字。            | 貳拾圓 | 民國37年（1948年） | 版別：中央印製廠版 （页面存档备份，存于） 印製年版：民國37年（1948年） 發行地區：大陸地區 鈔券尺寸(毫米)：147 X 62。 中央印製廠上海廠印製。 |
| 橫式金圓貳拾圓券 （gold twenty yuan.$ 20） 民國37年發行 （页面存档备份，存于）            | 咖啡色調 總統蔣中正頭像、「中央銀行」、 「中華書局股份有限公司」 與貳拾圓等字樣。       | 咖啡色調 券面上圖案使用「廣西象鼻山」 圖像及註明面額數字20、 西元發行年份、英文TWENTY YUAN及 「THE CENTRAL BANK OF CHINA」 等說明文字。              | 貳拾圓 | 民國37年（1948年） | 版別：中華書局版 （页面存档备份，存于） 印製年版：民國37年（1948年） 發行地區：大陸地區 鈔券尺寸(毫米)：148 X 60。                          |
| 橫式金圓伍拾圓券 （gold fifty yuan.$ 50） 民國34年發行 （页面存档备份，存于）             | 墨綠色調 國民政府主席蔣中正頭像、「中央銀行」、 「美國鈔券公司」與伍拾圓等字樣。        | 墨綠色調 券面上圖案使用「浙江杭縣六和塔」 圖像及註明面額數字50、 西元發行年份、英文FIFTY YUAN及 「THE CENTRAL BANK OF CHINA」 等說明文字。           | 伍拾圓 | 民國34年（1945年） | 版別：美國鈔票公司版 （页面存档备份，存于） 印製年版：民國34年（1945年） 發行地區：大陸地區 鈔券尺寸(毫米)：150 X 63。                      |
| 橫式金圓伍拾圓券 （gold fifty yuan.$ 50） 民國34年發行 （页面存档备份，存于）             | 墨綠色調 國父孫中山頭像、「中央銀行」、 「美國鈔券公司」與伍拾圓等字樣。                | 墨綠色調 券面上圖案使用「浙江杭縣六和塔」 圖像及註明面額數字50、 西元發行年份、英文FIFTY YUAN及 「THE CENTRAL BANK OF CHINA」 等說明文字。           | 伍拾圓 | 民國34年（1945年） | 版別：美國鈔票公司版 （页面存档备份，存于） 印製年版：民國34年（1945年） 發行地區：大陸地區 鈔券尺寸(毫米)：150 X 63。                      |
| 橫式金圓伍拾圓券 （gold fifty yuan.$ 50） 民國37年發行 （页面存档备份，存于）             | 咖啡色調 總統蔣中正頭像、「中央銀行」、 「中華書局股份有限公司」 與伍拾圓等字樣。       | 咖啡色調 券面上圖案使用「安徽黃山」 圖像及註明面額數字50、 西元發行年份、英文FIFTY YUAN及 「THE CENTRAL BANK OF CHINA」 等說明文字。                 | 伍拾圓 | 民國37年（1948年） | 版別：中華書局版 （页面存档备份，存于） 印製年版：民國37年（1948年） 發行地區：大陸地區 鈔券尺寸(毫米)：148 X 60。                          |
| 橫式金圓伍拾圓券 （gold fifty yuan.$ 50） 民國37年發行 （页面存档备份，存于）             | 紫色調 總統蔣中正頭像、「中央銀行」、 「中央印製廠」與伍拾圓等字樣。                    | 紫色調 券面上圖案使用「南京國民大會堂」 圖像及註明面額數字50、 西元發行年份、英文FIFTY YUAN及 「THE CENTRAL BANK OF CHINA」 等說明文字。             | 伍拾圓 | 民國37年（1948年） | 版別：中央印製廠版 （页面存档备份，存于） 印製年版：民國37年（1948年） 發行地區：大陸地區 鈔券尺寸(毫米)：147 X 62。 中央印製廠上海廠印製。 |
| 橫式金圓壹百圓券 （gold one hundred yuan.$ 100） 民國34年發行 （页面存档备份，存于）      | 紅色調 國民政府主席蔣中正與林森頭像、「中央銀行」、 「美國鈔券公司」與壹百圓等字樣。    | 紅色調 券面上圖案使用「山東濟南市大明湖」 圖像及註明面額數字100、 西元發行年份、英文 ONE HUNDRED YUAN及 「THE CENTRAL BANK OF CHINA」 等說明文字。   | 壹百圓 | 民國34年（1945年） | 版別：美國鈔票公司版 （页面存档备份，存于） 印製年版：民國34年（1945年） 發行地區：大陸地區 鈔券尺寸(毫米)：153 X 65。                      |
| 橫式金圓壹佰圓券 （gold one hundred yuan.$ 100） 民國37年發行 （页面存档备份，存于）      | 藍綠色調 總統蔣中正頭像、「中央銀行」、 「中央印製廠」與壹佰圓等字樣。                  | 藍色調 券面上圖案使用「南京國民大會堂」 圖像及註明面額數字100、 西元發行年份、英文ONE HUNDRED YUAN及 「THE CENTRAL BANK OF CHINA」 等說明文字。      | 壹佰圓 | 民國37年（1948年） | 版別：中央印製廠版 （页面存档备份，存于） 印製年版：民國37年（1948年） 發行地區：大陸地區 鈔券尺寸(毫米)：146 X 62。 中央印製廠上海廠印製。 |
| 橫式金圓壹佰圓券 （gold one hundred yuan.$ 100） 民國37年發行 （页面存档备份，存于）      | 綠色調 總統蔣中正頭像、「中央銀行」、 「中華書局股份有限公司」、 金圓券與壹佰圓等字樣。 | 綠色調 券面上圖案使用「北平天寧寺」 圖像及註明面額數字100、 西元發行年份、英文ONE HUNDRED YUAN及 「THE CENTRAL BANK OF CHINA」 等說明文字。          | 壹佰圓 | 民國37年（1948年） | 版別：中華書局版 （页面存档备份，存于） 印製年版：民國37年（1948年） 發行地區：大陸地區 鈔券尺寸(毫米)：150 X 60。                          |
| 橫式金圓伍佰圓券 （gold five hundred goloyuan.$ 500） 民國38年發行 （页面存档备份，存于） | 綠色調 總統蔣中正頭像、「中央銀行」、 「中央印製廠」與壹佰圓等字樣。                    | 綠色調 券面上圖案使用「南京國民大會堂」 圖像及註明面額數字500、 西元發行年份、英文FIVE HUNDRED GOLOYUAN及 「THE CENTRAL BANK OF CHINA」 等說明文字。 | 伍佰圓 | 民國38年（1949年） | 版別：中央印製廠版 （页面存档备份，存于） 印製年版：民國38年（1949年） 發行地區：大陸地區 鈔券尺寸(毫米)：147 X 62。 中央印製廠上海廠印製。 |
| 橫式金圓伍佰圓券 （gold five hundred goloyuan.$ 500） 民國38年發行 （页面存档备份，存于） | 紫色調 總統蔣中正頭像、「中央銀行」、 「中華書局股份有限公司」、 金圓券與伍佰圓等字樣。 | 紫色調 券面上圖案使用「廣州海珠橋」 圖像及註明面額數字500、 西元發行年份、英文FIVE HUNDRED GOLOYUAN及 「THE CENTRAL BANK OF CHINA」 等說明文字。     | 伍佰圓 | 民國38年（1949年） | 版別：中華書局版 （页面存档备份，存于） 印製年版：民國38年（1949年） 發行地區：大陸地區 鈔券尺寸(毫米)：148 X 60。                          |

### 高面額鈔券
- 1948年（民國37年）8月，由於法幣及關金券快速貶值，中華民國政府改革幣制，發行金圓券。1949年（民國38年）7月，政府再行幣制改革，增發行銀元券，限期收兌金圓券，逾期作廢，不再收兌。
- 由於金圓券發行初期需求殷切，除由中央印製廠上海廠印製外，尚委託四個特約廠印製。中華書局是特約一廠，印有壹仟圓、壹萬圓、拾萬圓、伍拾萬圓等面額。
- 高面額之金圓券正面中央之圖飾以多色凸版隔色套印，以加強防偽效果。
- 金圓券發行後期，通貨膨脹嚴重，幣值貶值迅速。

| 图案                                                                                           | 正面                                                                                      | 背面 | 面值   | 發行日期           | 備註 |
| ---------------------------------------------------------------------------------------------- | ----------------------------------------------------------------------------------------- | --- | ------ | ------------------ | --- |
| 橫式金圓壹仟圓券 （gold one thousand goldyuan.$ 1,000） 民國38年發行 （页面存档备份，存于）    | 褐色調 總統蔣中正頭像、「中央銀行」、 「中央印製廠」與壹仟圓等字樣。                      | 褐色調 券面上圖案使用「南京國民大會堂」 圖像及註明面額數字1000、 西元發行年份、英文 ONE THOUSAND GOLDYUAN及 「THE CENTRAL BANK OF CHINA」 等說明文字。      | 壹仟圓 | 民國38年（1949年） | 版別：中央印製廠版 （页面存档备份，存于） 印製年版：民國38年（1949年） 發行地區：大陸地區 鈔券尺寸(毫米)：147 X 61。 中央印製廠上海廠印製。 |
| 橫式金圓壹仟圓券 （gold one thousand goldyuan.$ 1,000） 民國38年發行 （页面存档备份，存于）    | 深綠色調 總統蔣中正頭像、「中央銀行」、 「中央印製廠」與壹仟圓等字樣。                    | 深綠色調 券面上圖案使用「南京國民大會堂」 圖像及註明面額數字1000、 西元發行年份、英文 ONE THOUSAND GOLDYUAN及 「THE CENTRAL BANK OF CHINA」 等說明文字。    | 壹仟圓 | 民國38年（1949年） | 版別：中央印製廠版 （页面存档备份，存于） 印製年版：民國38年（1949年） 發行地區：大陸地區 鈔券尺寸(毫米)：148 X 62。 中央印製廠上海廠印製。 |
| 橫式金圓壹仟圓券 （gold one thousand goldyuan. $ 1,000） 民國38年發行 （页面存档备份，存于）   | 咖啡色調 總統蔣中正頭像、「中央銀行」、 「中華書局股份有限公司」、 金圓券與壹仟圓等字樣。 | 咖啡色調 券面上圖案使用「廣州中山堂」 圖像及註明面額數字1000、 西元發行年份、英文 ONE THOUSAND GOLDYUAN 及「THE CENTRAL BANK OF CHINA」 等說明文字。        | 壹仟圓 | 民國38年（1949年） | 版別：中華書局版 （页面存档备份，存于） 印製年版：民國38年（1949年） 發行地區：大陸地區 鈔券尺寸(毫米)：150 X 60。                          |
| 橫式金圓伍仟圓券 （gold five thousand goldyuan.$ 5,000） 民國38年發行 （页面存档备份，存于）   | 紅色調 總統蔣中正頭像、「中央銀行」、 「中央印製廠」與伍仟圓等字樣。                      | 紅色調 券面上圖案使用「南京國民大會堂」 圖像及註明面額數字5000、 西元發行年份、英文 FIVE THOUSAND GOLDYUAN及 「THE CENTRAL BANK OF CHINA」 等說明文字。     | 伍仟圓 | 民國38年（1949年） | 版別：中央印製廠版 （页面存档备份，存于） 印製年版：民國38年（1949年） 發行地區：大陸地區 鈔券尺寸(毫米)：148 X 62。 中央印製廠上海廠印製。 |
| 橫式金圓伍仟圓券 （gold five thousand goldyuan.$ 5,000） 民國38年發行 （页面存档备份，存于）   | 咖啡色調 總統蔣中正頭像、「中央銀行」、 「中華書局股份有限公司」、 金圓券與伍仟圓等字樣。 | 咖啡色調 券面上圖案使用「廣州海珠橋」 圖像及註明面額數字5000、 西元發行年份、英文 FIVE THOUSAND GOLDYUAN 及「THE CENTRAL BANK OF CHINA」 等說明文字。       | 伍仟圓 | 民國38年（1949年） | 版別：中華書局版 （页面存档备份，存于） 印製年版：民國38年（1949年） 發行地區：大陸地區 鈔券尺寸(毫米)：150 X 60。                          |
| 橫式金圓壹萬圓券 （gold ten thousand goldyuan.$ 10,000） 民國38年發行 （页面存档备份，存于）   | 藍綠色調 總統蔣中正頭像、「中央銀行」、 「中央印製廠」與壹萬圓等字樣。                    | 藍綠色調 券面上圖案使用「南京國民大會堂」 圖像及註明面額數字10000、 西元發行年份、英文 TEN THOUSAND GOLDYUAN及 「THE CENTRAL BANK OF CHINA」 等說明文字。   | 壹萬圓 | 民國38年（1949年） | 版別：中央印製廠版 （页面存档备份，存于） 印製年版：民國38年（1949年） 發行地區：大陸地區 鈔券尺寸(毫米)：148 X 62。 中央印製廠上海廠印製。 |
| 橫式金圓壹萬圓券 （gold ten thousand goldyuan.$ 10,000） 民國38年發行 （页面存档备份，存于）   | 藍色調 總統蔣中正頭像、「中央銀行」、 「中華書局股份有限公司」、 金圓券與壹萬圓等字樣。   | 藍色調 券面上圖案使用「廣州海珠橋」 圖像及註明面額數字10000、 西元發行年份、英文 TEN THOUSAND GOLDYUAN 及「THE CENTRAL BANK OF CHINA」 等說明文字。         | 壹萬圓 | 民國38年（1949年） | 版別：中華書局版 （页面存档备份，存于） 印製年版：民國38年（1949年） 發行地區：大陸地區 鈔券尺寸(毫米)：148 X 60。                          |
| 橫式金圓伍萬圓券 （gold fifty thousand goldyuan.$ 50,000） 民國38年發行 （页面存档备份，存于） | 橘紅色調 總統蔣中正頭像、「中央銀行」、 「中央印製廠」與伍萬圓等字樣。                    | 橘紅色調 券面上圖案使用「南京國民大會堂」 圖像及註明面額數字50000、 西元發行年份、英文 FIFTY THOUSAND GOLDYUAN及 「THE CENTRAL BANK OF CHINA」 等說明文字。 | 伍萬圓 | 民國38年（1949年） | 版別：中央印製廠版 （页面存档备份，存于） 印製年版：民國38年（1949年） 發行地區：大陸地區 鈔券尺寸(毫米)：147 X 62。 中央印製廠上海廠印製。 |
| 橫式金圓伍萬圓券 （gold fifty thousand goldyuan.$ 50,000） 民國38年發行 （页面存档备份，存于） | 咖啡色調 總統蔣中正頭像、「中央銀行」、 「中央印製廠」與伍萬圓等字樣。                    | 咖啡色調 券面上圖案使用「南京國民大會堂」 圖像及註明面額數字50000、 西元發行年份、英文 FIFTY THOUSAND GOLDYUAN及 「THE CENTRAL BANK OF CHINA」 等說明文字。 | 伍萬圓 | 民國38年（1949年） | 版別：中央印製廠版 （页面存档备份，存于） 印製年版：民國38年（1949年） 發行地區：大陸地區 鈔券尺寸(毫米)：147 X 62。 中央印製廠上海廠印製。 |

### 極高面額鈔券
- 1948年（民國37年）8月，由於法幣及關金券快速貶值，中華民國政府改革幣制，發行金圓券。1949年（民國38年）7月，政府再行幣制改革，增發行銀元券，限期收兌金圓券，逾期作廢，不再收兌。
- 極高面額之金圓券正面中央之圖飾以多色凸版隔色套印，以加強防偽效果。
- 金圓券發行後期，通貨膨脹嚴重，幣值貶值迅速。
- 中央印製廠印製之金圓券，最大面額為伍拾萬圓。中華書局股份有限公司亦參與金圓券印製，其印製之金圓券最大面額為伍佰萬圓。

| 图案 | 正面                                                                                      | 背面 | 面值     | 發行日期           | 備註 |
| --- | ----------------------------------------------------------------------------------------- | --- | -------- | ------------------ | --- |
| 橫式金圓拾萬圓券 （gold one hundred thousand goloyuan. $ 100,000） 民國38年發行 （页面存档备份，存于）    | 紫褐色調 總統蔣中正頭像、「中央銀行」、 「中華書局股份有限公司」、 金圓券與拾萬圓等字樣。 | 紫褐色調 券面上圖案使用「廣州海珠橋」 圖像及註明面額數字100,000、 西元發行年份、英文 ONE HUNDRED THOUSAND GOLOYUAN 及「THE CENTRAL BANK OF CHINA」 等說明文字。      | 拾萬圓   | 民國38年（1949年） | 版別：中華書局版 （页面存档备份，存于） 印製年版：民國38年（1949年） 發行地區：大陸地區 鈔券尺寸(毫米)：150 X 60。                          |
| 橫式金圓拾萬圓券 （gold one hundred thousand goloyuan. $ 100,000） 民國38年發行 （页面存档备份，存于）    | 綠色調 總統蔣中正頭像、「中央銀行」、 「中央印製廠」、金圓券與 拾萬等字樣。               | 綠色調 券面上圖案使用「南京國民大會堂」 圖像及註明面額數字100,000、 西元發行年份、英文 ONE HUNDRED THOUSAND GOLOYUAN 及「THE CENTRAL BANK OF CHINA」 等說明文字。    | 拾萬圓   | 民國38年（1949年） | 版別：中央印製廠版 （页面存档备份，存于） 印製年版：民國38年（1949年） 發行地區：大陸地區 鈔券尺寸(毫米)：148 X 62。 中央印製廠上海廠印製。 |
| 橫式金圓伍拾萬圓券 （gold five hundred thousand goloyuan. $ 500,000） 民國38年發行 （页面存档备份，存于） | 紫褐色調 總統蔣中正頭像、「中央銀行」、 「中央印製廠」、金圓券與 伍拾萬等字樣。           | 紫褐色調 券面上圖案使用「南京國民大會堂」 圖像及註明面額數字500,000、 西元發行年份、英文 FIVE HUNDRED THOUSAND GOLOYUAN 及「THE CENTRAL BANK OF CHINA」 等說明文字。 | 伍拾萬圓 | 民國38年（1949年） | 版別：中央印製廠版 （页面存档备份，存于） 印製年版：民國38年（1949年） 發行地區：大陸地區 鈔券尺寸(毫米)：148 X 62。 中央印製廠上海廠印製。 |
| 橫式金圓伍拾萬圓券 （gold five hundred thousand goloyuan. $ 500,000） 民國38年發行 （页面存档备份，存于） | 綠色調 總統蔣中正頭像、「中央銀行」、 「中華書局股份有限公司」、 金圓券與伍拾萬圓等字樣。 | 綠色調 券面上圖案使用「北平天寧寺」 圖像及註明面額數字100、 西元發行年份、英文 FIVE HUNDRED THOUSAND GOLOYUAN 及「THE CENTRAL BANK OF CHINA」 等說明文字。           | 伍拾萬圓 | 民國38年（1949年） | 版別：中華書局版 （页面存档备份，存于） 印製年版：民國38年（1949年） 發行地區：大陸地區 鈔券尺寸(毫米)：151 X 61。                          |
| 橫式金圓壹佰萬圓券 （gold one million goloyuan. $ 1,000,000） 民國38年發行 （页面存档备份，存于）         | 棕色調 總統蔣中正頭像、「中央銀行」、 「中華書局股份有限公司」、 金圓券與壹佰萬圓等字樣。 | 棕色調 券面上圖案使用「廣州海珠橋」 圖像及註明面額數字1,000,000、 西元發行年份、英文 ONE MILLION GOLOYUAN 及「THE CENTRAL BANK OF CHINA」 等說明文字。               | 壹佰萬圓 | 民國38年（1949年） | 版別：中華書局版 （页面存档备份，存于） 印製年版：民國38年（1949年） 發行地區：大陸地區 鈔券尺寸(毫米)：147 X 59。                          |
| 橫式金圓伍佰萬圓券 （gold five million goloyuan. $ 5,000,000） 民國38年發行 （页面存档备份，存于）        | 紅色調 總統蔣中正頭像、「中央銀行」、 「中華書局股份有限公司」、 金圓券與伍佰萬圓等字樣。 | 紅色調 券面上圖案使用「廣州中山堂」 圖像及註明面額數字5,000,000、 西元發行年份、英文 FIVE MILLION GOLOYUAN 及「THE CENTRAL BANK OF CHINA」 等說明文字。              | 伍佰萬圓 | 不適用             | 版別：中華書局版 （页面存档备份，存于） 印製年版：民國38年（1949年） 發行地區：大陸地區 鈔券尺寸(毫米)：150 X 60。                          |

### 極高面額定額銀行本票
- 1949年（民國38年）5月上海淪陷后，中央印製廠重慶廠奉令復工，當時法幣與關金券均已作廢，改發行金圓券，故一復工即趕印金圓券高額本票，惟僅月餘之時間，金圓券又遭廢止。

| 图案                                                                          | 正面 | 背面     | 面值       | 發行日期           | 備註 |
| ----------------------------------------------------------------------------- | --- | -------- | ---------- | ------------------ | --- |
| 直式金圓券壹仟萬圓本票 $ 10,000,000圓整） 民國38年發行 （页面存档备份，存于） | 紅色調 印有「中央銀行本票」、「中央銀行 重慶分行」、「中央印製廠 重慶廠」、壹仟萬、背景印字 「中央銀行本票」等字樣。 | 無印製。 | 壹仟萬圓整 | 民國38年（1949年） | 版別：中央印製廠重慶廠版 （页面存档备份，存于） 印製年版：民國38年（1949年） 發行地區：大陸地區 鈔券尺寸(毫米)：265 X 135。 中央印製廠重慶廠印製。 |
| 直式金圓券壹仟萬圓本票 $ 10,000,000圓整） 民國38年發行 （页面存档备份，存于） | 橘色調 印有「中央銀行本票」、「中央銀行 重慶分行」、「中央印製廠 重慶廠」、壹仟萬、背景印字 「中央銀行本票」等字樣。 | 無印製。 | 壹仟萬圓整 | 民國38年（1949年） | 版別：中央印製廠重慶廠版 （页面存档备份，存于） 印製年版：民國38年（1949年） 發行地區：大陸地區 鈔券尺寸(毫米)：265 X 135。 中央印製廠重慶廠印製。 |

## 外部連結
- 新臺幣券、幣典藏寶庫（清朝至新臺幣時期）分類查詢 （页面存档备份，存于）中央銀行 券幣數位博物館 民110年1月7日補登